# Komjatna
Komjatna (szlovákul Komjatná) község Szlovákiában, a Zsolnai kerületben, a Rózsahegyi járásban.

## Fekvése
Rózsahegytől 11 km-re északnyugatra, 635 magasan fekszik.

## Története
A község területén már a történelem előtti időben is éltek emberek, a kora bronzkori puhói kultúra tárgyai kerültek elő.
A falu 1330 körül keletkezett, amikor Doncs ispán területét Liptói ferenc fiának Péternek adja. Az oklevélben a falu „Komnathna” alakban szerepel. Szentléleknek szentelt gótikus templomát a 14. században építették, első írásos említése 1492-ből való. 1492-ben „Kowetna” néven említik. Iskoláját 1697-ben említik először. 1715-ben 36 adózója volt. 1784-ben 93 házában 641 lakos élt.
A 18. század végén Vályi András így ír róla: „KOMJÁTNA Tót falu Liptó Várm. földes Ura Turánszky Uraság, lakosai katolikusok, legelője elég, határjának két harmad része síkon fekszik, de földgye a’ hegyek miatt sovány, és hideg.”
A templomnak már csak alapjai láthatók a mai templomtól mintegy 50 m-re északra, 1820-ban pusztult el. Helyette 1823-ban új templomot építettek. 1828-ban 131 háza volt 764 lakossal. Lakói főként mezőgazdasággal foglalkoztak.
Fényes Elek 1851-ben kiadott geográfiai szótárában így ír a faluról: „Komjátna, Liptó m. tót falu, Árva vármegye szélén, kősziklás hegyek közt: 449 kath., 9 evang. 6 zsidó lak. Nagy erdő; barlang, csepegő kövekkel. Kath. paroch. templom. F. u. Turánszky nemzetség.”
1899-ben a falut „Komjátfalva” nevűre magyarosították, de ez a névváltozat nem bizonyult maradandónak. A trianoni diktátumig Liptó vármegye Rózsahegyi járásához tartozott.

## Népessége
| Év:            | 1994. | 2004.   | 2014.   | 2024.   |
| -------------- | ----- | ------- | ------- | ------- |
| Emberek száma: | 1392  | 1485    | 1521    | 1574    |
| Eltérés:       |       | +6,68 % | +2,42 % | +3,48 % |

| Év:            | 2023. | 2024.   |
| -------------- | ----- | ------- |
| Emberek száma: | 1573  | 1574    |
| Eltérés:       |       | +0,06 % |

1910-ben 744, túlnyomórészt szlovák lakosa volt.
2001-ben 1440 lakosából 1435 szlovák volt.
2011-ben 1486 lakosából 1362 szlovák.

## Nevezetességei
- Szent Gál tiszteletére szentelt római katolikus plébániatemploma 1823-ban épült klasszicista stílusban. Közelében láthatók a középkori templom alapfalai.

## Külső hivatkozások
- Hivatalos oldal
- Községinfó
- Komjatna Szlovákia térképén
- A község Rózsahegy honlapján
- E-obce.sk Archiválva 2007. november 3-i dátummal a Wayback Machine-ben